# Târgu Mureș
Târgu Mureş (AFI:  /'tɨr.gu 'mu.reʃ/ (?·pàg.), alemany: Neumarkt am Mieresch, hongarès: Marosvásárhely, romanès antic: Mureş-Oşorhei) és la principal ciutat del comtat de Mureş, a Romania. Té una població de 149.577 habitants i una superfície de 66,96 km². Es troba a la regió de Transsilvània i durant el segle XVI va ser una de les principals ciutats de l'actual Romania. El lloc més visitat és el Palau de la Cultura.

## Noms i etimologia
El nom romanès actual de la ciutat, Târgu Mureș, és l'equivalent de l'hongarès Marosvásárhely, i ambdós volen dir "mercat del Mureș (Maros) [Riu]". Târg Significa "mercat" en romanès i vásárhely significa mercat també en hongarès. Els hongaresos locals sovint escurçaven Marosvásárhely a Vásárhely.
El jesuïta sacerdot Martin Sentiváni va aportar la primera referència escrita coneguda que anomena la ciutat; en la seva obra Dissertatio Paralipomenonica Rerum Memorabilium Hungariae (escrit dins 1699) enregistra el nom com Asserculis per declarar, en llatí Asserculis, hoc est Szekely Vasarhely, significat, Asserculis, aquí és Szekely Vasarhely. Proporciona l'any 1230 per la referència.

## Història
La ciutat va ser plena de gom a gom en documents per primera vegada en 1332. En 1405, Segimon I de Luxemburg va donar dret a la ciutat a organitzar fires i mercats, i en 1482 el Rei d'Hongria Maties Corví la va declarar residència real.

## Cultura
- Festival Peninsula / Félsziget (rock, pop, electro, world music)

### Educació
- Universitat de Medicina i Farmàcia
- Universitat Petru Maior
- Universitat d'Arts Teatrals
- Universitat privada "Dimitrie Cantemir"
- Universitat privada della Sapienza
- Universitat Tècnica privada "Gabor Denes"

## Economia
Târgu Mureș és un centre industrial mitjà (8500 empreses).

## Transports

### Transport aeri
- Aeroport de Târgu Mureș
- Aeroport de Cluj-Napoca a 90 km a l'oest de Târgu Emmuralliș

### Ferrocarril
- Căile Ferate Române

### Carreteres
- I60 (Brest - Constança)
- A3 (frontera hongaresa - Bucarest)

### Autobusos
- 30 línies d'autobusos